# Greenstead
Greenstead – dzielnica w Colchesterze, w Anglii, w Esseksie, w dystrykcie Colchester. W 1891 roku civil parish liczyła 868 mieszkańców. Greenstead jest wspomniana w Domesday Book (1086) jako Grenesteda.